# 블루 피터
《블루 피터》(영어: Blue Peter)는 영국 BBC에서 방송되는 어린이 예능 TV 프로그램이다. 1958년 처음 방송되었으며, 세계에서 가장 오랫동안 방영되고 있는 어린이 프로그램으로 기록되고 있다. 영국 런던의 BBC 텔레비전 센터에서 생방송으로 진행되었으나, 2011년 9월 그레이터맨체스터 솔퍼드 미디어시티UK의 도크10 스튜디오로 자리를 옮겨 지금에 이른다. 매주 금요일 오후 5시 CBBC에서 방송되며, 토요일 오전 11시 30분, 일요일 오전 9시에도 재방송된다.
1958년 10월 프로듀서 존 헌터 블레어가 제작을 맡으며 탄생한 프로그램으로, 1965년부터는 비디 백스터가 프로그램 에디터로서 제작진을 이끌며 1988년까지 프로그램 발전에 기여하였다. 프로그램 역대 진행자도 총 40명에 달하며, 2022년 현재 리치 드리스와 음와크시 무덴다가 진행자를 맡고 있다. 둘 외에 유튜버 애덤 B도 진행자를 맡았으나 2022년 7월 15일 하차하였다.
프로그램 제목은 국제 신호기의 푸른 'P'자 기에서 유래한 것으로 배의 출항을 뜻한다. 이에 맞게 프로그램 로고와 컨셉도 항해에 맞춰져 있다. 각 코너는 정보 전달 내지는 예능 형식으로 진행되며, 진행자와 시청자 도전 코너, 시합 코너, 축하 인터뷰, 대중문화 코너, 집안 소품을 이용한 공작 코너 등으로 꾸려져 있다. 또 프로그램 자체 야외촬영 무대인 '블루 피터 가든'이 런던과 솔퍼드에 있어, 여름철과 실외활동 코너로 사용된다. 이밖에도 프로그램을 대표하는 강아지, 거북, 고양이, 앵무새 등으로도 유명하다. 《블루 피터》는 장수 프로그램이라는 특성상 영국인의 일상과 영국 문화의 한 축을 차지하고 있다.

## 같이 보기
- 영국방송공사